# لوکوویت
لوکوویت شهری در استان لووچ کشور بلغارستان است که جمعیت آن در سال ۲۰۰۱ میلادی ۱۰٬۰۰۲ نفر بوده‌است.